# 서울 마포구의 국회의원

## 행정구역 변천
- 1945년 8월 15일 경기도 경성부 마포구
- 1946년 8월 15일 경기도 서울시 마포구
- 1946년 9월 28일 서울특별시 마포구
- 1964년 6월 1일 서대문구 노고산동이 마포구에 편입
- 1975년 10월 1일 서대문구 상암동·성산동·연희동 일부(연남동)가 마포구에 편입

## 서울 마포구의 역대 국회의원 일람
| 대수         | 이름           | 소속정당     | 임기                               | 선거구역 | 개표결과 |
| ------------ | -------------- | ------------ | ---------------------------------- | --- | -------- |
| 제헌         | 김상돈(金相敦) | 무소속       | 1948년 5월 31일 - 1950년 5월 30일  | 마포구 일원(제8선거구) | 보기     |
| 제2대        | 오성환(吳誠煥) | 대한국민당   | 1950년 5월 31일 - 1954년 5월 30일  | 마포구 갑: 아현동 공덕동 |          |
| 제2대        | 이종현(李宗鉉) | 무소속       | 1950년 5월 31일 - 1954년 5월 30일  | 마포구 을: 신공덕동 도화동 마포동 염리동 대흥동 용강동 토정동 신수동 구수동 현석동 창전동 상수동 하중동 신정동 하수동 당인동 율조동 서교동 합정동 망원동 동교동 |          |
| 제3대        | 김상돈(金相敦) | 민주국민당   | 1954년 5월 31일 - 1958년 5월 30일  | 마포구 갑: 아현동 공덕동 |          |
| 제3대        | 함두영(咸斗榮) | 자유당       | 1954년 5월 31일 - 1958년 5월 30일  | 마포구 을: 신공덕동 도화동 마포동 염리동 대흥동 용강동 토정동 신수동 구수동 현석동 창전동 상수동 하중동 신정동 하수동 당인동 율조동 서교동 합정동 망원동 동교동 |          |
| 제4대        | 김상돈(金上敦) | 민주당       | 1958년 5월 31일 - 1960년 7월 28일  | 마포구 일원(제12선거구) |          |
| 제5대 민의원 | 김상돈(金上敦) | 민주당       | 1960년 7월 29일 - 1960년 12월 3일  | 마포구 일원(제12선거구) |          |
| 제5대 민의원 | 신상초(申相楚) | 민주당       | 1961년 2월 11일 - 1961년 5월 16일  | 마포구 일원(제12선거구) |          |
| 제6대        | 박순천(朴順天) | 민주당       | 1963년 12월 17일 - 1967년 6월 30일 | 마포구 일원(제11선거구) |          |
| 제7대        | 김홍일(金弘壹) | 신민당       | 1967년 7월 1일 - 1971년 6월 30일   | 마포구 일원(제11선거구) |          |
| 제8대        | 노승환(盧承煥) | 신민당       | 1971년 7월 1일 - 1972년 10월 17일  | 마포구 일원(제14선거구) |          |
| 제9대        | 김원만(金元萬) | 신민당       | 1973년 3월 12일 - 1979년 3월 11일  | 마포구·용산구 일원(제6선거구) |          |
| 제9대        | 노승환(盧承煥) | 신민당       | 1973년 3월 12일 - 1979년 3월 11일  | 마포구·용산구 일원(제6선거구) |          |
| 제10대       | 박경원(朴璟遠) | 민주공화당   | 1979년 3월 12일 - 1980년 10월 27일 | 마포구·용산구 일원(제7선거구) |          |
| 제10대       | 노승환(盧承煥) | 신민당       | 1979년 3월 12일 - 1980년 10월 27일 | 마포구·용산구 일원(제7선거구) |          |
| 제11대       | 봉두완(奉斗玩) | 민주정의당   | 1981년 4월 11일 - 1985년 4월 10일  | 용산구·마포구 일원(제2선거구) |          |
| 제11대       | 김재영(金在映) | 민주한국당   | 1981년 4월 11일 - 1985년 4월 10일  | 용산구·마포구 일원(제2선거구) |          |
| 제12대       | 노승환(盧承煥) | 신한민주당   | 1985년 4월 11일 - 1988년 5월 29일  | 용산구·마포구 일원(제2선거구) |          |
| 제12대       | 봉두완(奉斗玩) | 민주정의당   | 1985년 4월 11일 - 1988년 5월 29일  | 용산구·마포구 일원(제2선거구) |          |
| 제13대       | 노승환(盧承煥) | 평화민주당   | 1988년 5월 30일 - 1992년 5월 29일  | 마포구 갑: 아현1동, 아현2동, 아현3동, 공덕1동, 공덕2동, 신공덕동, 도화1동, 도화2동, 용강동, 대흥동, 염리동, 노고산동, 신수동                                    |          |
| 제13대       | 강신옥(姜信玉) | 통일민주당   | 1988년 5월 30일 - 1992년 5월 29일  | 마포구 을: 창전동, 상수동, 서교동, 동교동, 합정동, 망원1동, 망원2동, 연남동, 성산1동, 성산2동, 상암동                                                           |          |
| 제14대       | 박명환(朴明煥) | 민주자유당   | 1992년 5월 30일 - 1996년 5월 29일  | 마포구 갑: 아현1동, 아현2동, 아현3동, 공덕1동, 공덕2동, 신공덕동, 도화1동, 도화2동, 용강동, 대흥동, 염리동, 노고산동, 신수동                                    |          |
| 제14대       | 박주천(朴柱千) | 민주자유당   | 1992년 5월 30일 - 1996년 5월 29일  | 마포구 을: 창전동, 상수동, 서교동, 동교동, 합정동, 망원1동, 망원2동, 연남동, 성산1동, 성산2동, 상암동                                                           |          |
| 제15대       | 박명환(朴明煥) | 신한국당     | 1996년 5월 30일 - 2000년 5월 29일  | 마포구 갑: 아현1동, 아현2동, 아현3동, 공덕1동, 공덕2동, 신공덕동, 도화1동, 도화2동, 용강동, 대흥동, 염리동, 노고산동, 신수동                                    |          |
| 제15대       | 박주천(朴柱千) | 신한국당     | 1996년 5월 30일 - 2000년 5월 29일  | 마포구 을: 창전동, 상수동, 서교동, 동교동, 합정동, 망원1동, 망원2동, 연남동, 성산1동, 성산2동, 상암동                                                           |          |
| 제16대       | 박명환(朴明煥) | 한나라당     | 2000년 5월 30일 - 2004년 5월 29일  | 마포구 갑: 아현1동, 아현2동, 아현3동, 공덕1동, 공덕2동, 신공덕동, 도화1동, 도화2동, 용강동, 대흥동, 염리동, 노고산동, 신수동                                    |          |
| 제16대       | 박주천(朴柱千) | 한나라당     | 2000년 5월 30일 - 2004년 5월 29일  | 마포구 을: 창전동, 상수동, 서교동, 동교동, 합정동, 망원1동, 망원2동, 연남동, 성산1동, 성산2동, 상암동                                                           |          |
| 제17대       | 노웅래(盧雄來) | 열린우리당   | 2004년 5월 30일 - 2008년 5월 29일  | 마포구 갑: 아현1동, 아현2동, 아현3동, 공덕1동, 공덕2동, 신공덕동, 도화1동, 도화2동, 용강동, 대흥동, 염리동, 노고산동, 신수동                                    |          |
| 제17대       | 정청래(鄭淸來) | 열린우리당   | 2004년 5월 30일 - 2008년 5월 29일  | 마포구 을: 창전동, 상수동, 서교동, 동교동, 합정동, 망원1동, 망원2동, 연남동, 성산1동, 성산2동, 상암동                                                           |          |
| 제18대       | 강승규(姜升圭) | 한나라당     | 2008년 5월 30일 - 2012년 5월 29일  | 마포구 갑: 공덕동, 아현동, 도화동, 용강동, 대흥동, 염리동, 신수동                                                                                               |          |
| 제18대       | 강용석(康容碩) | 한나라당     | 2008년 5월 30일 - 2012년 5월 29일  | 마포구 을: 서강동, 서교동, 합정동, 망원1동, 망원2동, 연남동, 성산1동, 성산2동, 상암동                                                                           |          |
| 제19대       | 노웅래(盧雄來) | 민주통합당   | 2012년 5월 30일 - 2016년 5월 29일  | 마포구 갑: 공덕동, 아현동, 도화동, 용강동, 대흥동, 염리동, 신수동                                                                                               |          |
| 제19대       | 정청래(鄭淸來) | 민주통합당   | 2012년 5월 30일 - 2016년 5월 29일  | 마포구 을: 서강동, 서교동, 합정동, 망원1동, 망원2동, 연남동, 성산1동, 성산2동, 상암동                                                                           |          |
| 제20대       | 노웅래(盧雄來) | 더불어민주당 | 2016년 5월 30일 - 2020년 5월 29일  | 마포구 갑: 공덕동, 아현동, 도화동, 용강동, 대흥동, 염리동, 신수동                                                                                               |          |
| 제20대       | 손혜원(孫惠園) | 더불어민주당 | 2016년 5월 30일 - 2020년 5월 29일  | 마포구 을: 서강동, 서교동, 합정동, 망원1동, 망원2동, 연남동, 성산1동, 성산2동, 상암동                                                                           |          |
| 제21대       | 노웅래(盧雄來) | 더불어민주당 | 2020년 5월 30일 - 2024년 5월 29일  | 마포구 갑: 공덕동, 아현동, 도화동, 용강동, 대흥동, 염리동, 신수동                                                                                               |          |
| 제21대       | 정청래(鄭淸來) | 더불어민주당 | 2020년 5월 30일 - 2024년 5월 29일  | 마포구 을: 서강동, 서교동, 합정동, 망원1동, 망원2동, 연남동, 성산1동, 성산2동, 상암동                                                                           |          |
| 제22대       | 조정훈(趙廷訓) | 국민의힘     | 2024년 5월 30일 -                  | 마포구 갑: 공덕동, 아현동, 도화동, 용강동, 대흥동, 염리동, 신수동                                                                                               |          |
| 제22대       | 정청래(鄭淸來) | 더불어민주당 | 2024년 5월 30일 -                  | 마포구 을: 서강동, 서교동, 합정동, 망원1동, 망원2동, 연남동, 성산1동, 성산2동, 상암동                                                                           |          |

## 같이 보기
- 마포구 갑
- 마포구 을
- 서울 용산구의 국회의원
- 서울 서대문구의 국회의원
- 서울 은평구의 국회의원